# 李茵
李茵（1955年—），湖北武汉人，汉族，中华人民共和国政治人物、第十一届全国人民代表大会湖北地区代表。
毕业于华中师范大学教育管理专业。加入民建。担任武汉实验外国语学校校长。2008年起担任全国人大代表。